# KUSO KUSO 酷酷獸
《KUSO KUSO 酷酷獸》是八大電視綜藝節目，可米國際影視製作，由2007年1月15日周一到周五晚間十時八大綜合台首播。由張善為主持，張善為反串扮演「善微媽媽」帶領八位女兒們，每集請來導演及偶像劇大明星嘉賓教授演技。此節目將分為兩個大單元：前半小時是“KUSO表演班”（再分為暖身課程（情緒基礎訓練）、轉吧表演班（創意肢體表演測驗）、大明星對手戲（經典偶像劇角色扮演）、狀況劇大考驗）每次都會請到偶像劇的主角像鄭元暢、飛輪海等指導酷酷獸，也讓酷酷獸化身為偶像劇中女主角和大明星對戲；後半小時則是短劇，張善為也會飾演窮酸客家女性的“張冬妹”或搖身一變成為“KUSO硬幫幫”的黑道老大，內容有趣多變。

## 主持
張善為（飾 善微媽媽）：現年30歲，一直懷有星夢的她，年輕時曾慘遭壞心經紀人欺騙，導致星夢破碎，所以現在自己開設KUSO表演班，並將招募而來、同樣懷抱著單純星夢的女孩兒們，視如己出般的照顧，只是偶爾在見到帥哥時，仍會心癢難耐，自願搶任演技示範者！

## 酷酷獸

### 資料
| 暱稱             | 姓名                   | 性別 | 出生日期      | 血型 | 身高  | 體重 |
| ---------------- | ---------------------- | ---- | ------------- | ---- | ----- | ---- |
| 羽兒             |                        | 女   | 1985年8月6日  | A型  | 156cm | 44kg |
| 米兒             |                        | 女   | 1986年5月31日 | O型  | 160cm | 47kg |
| 阿脈兒           | 田智文                 | 男   | 1987年3月20日 | 型   | 170cm | 70kg |
| 婉兒             | 黃婉婷                 | 女   | 1988年12月7日 | B型  | 165cm | 50kg |
| 球兒             | 文雨非（本名：王怡文） | 女   | 1989年5月28日 | B型  | 170cm | 47kg |
| 黎兒             | 林舒語（本名：林筱蓉） | 女   | 1990年5月29日 | A型  | 170cm | 45kg |
| 貓兒             | 陳思瑾                 | 女   | 1990年7月17日 | O型  | 160cm | 49kg |
| 愛兒             | 常愛芠（本名：常智雯） | 女   | 1991年6月23日 | A型  | 163cm | 50kg |
| 薇薇兒（旁聽生） |                        | 女   |               | 型   | cm    | kg   |
| 伃希兒（旁聽生） | 鄭伃希                 | 女   | 1985年3月4日  | O型  | 165cm | 42kg |
| 加恩兒（旁聽生） |                        | 女   |               | 型   | cm    | kg   |
| 茵兒（旁聽生）   |                        | 女   |               | 型   | cm    | kg   |

### 電視劇
- 2007年：
  - 《終極一家》（阿脈兒（飾 蛙哥）、愛兒（飾 神奇小護士）、婉兒（飾 黠谷柔情）、球兒（飾 小聾女））
- 2008年：
  - 《惡作劇2吻》（黎兒（飾 許秋賢））
  - 《霹靂MIT》
    - 球兒 （飾 187情報網 聖英學院的學生 第1-14集）
    - 愛兒 （飾 蕭雅琪 聖英學院的學生 第1集 菁英榜：第一名（589分）第1集的受害者）
    - 婉兒 （飾 林宜庭 聖英學院的學生 第1集 菁英榜：第二名（571分）第1集的受害者）
    - 米兒 （飾 女學生甲 聖英學院的學生 第3集）
    - 羽兒 （飾 女學生乙 聖英學院的學生 第3集）

  - 《翻滾吧！蛋炒飯》（球兒 飾 米麒麟餐厅客人）
- 2009年：
  - 《終極三國》（黎兒（飾 甘昭烈）、阿脈兒（飾 龐統 ）、球兒（客串第26集 ））
- 2010年：
  - 《萌學園之萌騎士傳奇》（球兒（飾 飄啊飄））(張善為 (熇炎) )
  - 《萌學園2聖戰再起》（球兒（飾 飄啊飄）、張善為 (熇炎) )
  - 《愛似百匯》（球兒（飾 大林)
- 2011年
  - 《華麗的挑戰》 （球兒 飾 LME演员培训所学生）
  - 《萌學園3魔法號令》（球兒（飾 飄啊飄）、張善為 (熇炎) )
- 2012年
  - 《絕對達令》 （球兒 飾 內衣店店員》）
  - 《智勝鮮師》（黎兒（飾柏麗詩 ））
  - 《PM10-AM03》（黎兒（飾糖糖 ））
  - 《終極一班2》（球兒（飾裘球 ））
- 2013年
  - 《終極一班3》 （球兒 飾 裘球）
- 2014年
  - 《流氓蛋糕店》 （球兒 飾 裘裘）
  - 《終極惡女》 （球兒 飾 小楓）

- 2016年
  - 《終極一班4》（球兒 飾 裘球）
  - 《有喜欢的人台湾篇 心有所属》（球兒 飾 菲）
  - 《X情人系列-恐怖情人》（球兒 飾 张米莉）

- 2017年
  - 《終極一班5》（球兒 飾 裘球）

### MV演出
- 楊丞琳-慶祝（貓兒）
- 飛輪海-出口（貓兒）
- 唐禹哲-分開以後（黎兒）

### 廣告
- 2007年：
  - 全家便利商店原子小金剛篇（婉兒）
  - 7-11 Kitty公仔（愛兒、黎兒、球兒）

## 每集內容
| 日期                | 嘉賓                                                                                               | 短劇                                                                                               | 短劇備註                                                                                           |
| ------------------- | -------------------------------------------------------------------------------------------------- | -------------------------------------------------------------------------------------------------- | -------------------------------------------------------------------------------------------------- |
| 2007年1月15日（一） | 王明台導演、吳尊（上）                                                                             | 張大帥把妹                                                                                         | 張善為飾張大帥 辰亦儒飾服務生 米兒飾正妹 婉兒飾正妹 利昂霖飾凱子                                   |
| 2007年1月16日（二） | 王明台導演、吳尊（下）                                                                             | 酷獸硬梆幫 - 成立篇                                                                                | 張善為飾大帥哥幫主 金寶三飾金能幹 蛙哥飾蛙哥 瞎秘飾瞎秘 黃萬伯飾刀疤傑克森                         |
| 2007年1月17日（三） | 王明台導演、辰亦儒（上）                                                                           | 頹哥打工記                                                                                         | 小鬼飾攝影師                                                                                       |
| 2007年1月18日（四） | 王明台導演、辰亦儒（下）                                                                           | 張冬妹過冬（吳尊客串）                                                                             | |
| 2007年1月19日（五） | 王明台導演、小鬼（上）                                                                             | 阿脈兒的異想世界                                                                                   | |
| 2007年1月22日（一） | 王明台導演、小鬼（下）                                                                             | 酷獸硬梆幫-搖搖板篇                                                                                | |
| 2007年1月23日（二） | 鈕承澤導演、炎亞綸（上）                                                                           | 張冬妹過冬（炎亞綸客串）                                                                           | |
| 2007年1月24日（三） | 鈕承澤導演、炎亞綸（下）                                                                           | 頹哥掉錢包                                                                                         | |
| 2007年1月25日（四） | 唐治平（上）                                                                                       | | |
| 2007年1月26日（五） | 唐治平（下）                                                                                       | | |
| 2007年1月29日（一） | 王明台導演、吳尊（上）                                                                             | 酷獸硬梆幫-請客篇（小鬼客串）                                                                      | |
| 2007年1月30日（二） | 王明台導演、吳尊（下）                                                                             | （小鬼客串）                                                                                       | |
| 2007年1月31日（三） | BEN（上）                                                                                          | | |
| 2007年2月1日（四）  | BEN（下）                                                                                          | | |
| 2007年2月2日（五）  | 小鬼（上）                                                                                         | | |
| 2007年2月5日（一）  | 小鬼（下）                                                                                         | | |
| 2007年2月6日（二）  | 王明台導演、吳尊（上）                                                                             | 頹哥看護篇（BEN客串）                                                                              | |
| 2007年2月7日（三）  | 王明台導演、吳尊（下）                                                                             | （無）                                                                                             | |
| 2007年2月8日（四）  | 王明台導演、汪東城                                                                                 | （無）                                                                                             | |
| 2007年2月9日（五）  | 唐治平（上）                                                                                       | 硬梆幫綁架篇-上（小鬼客串）                                                                        | |
| 2007年2月12日（一） | 唐治平（下）                                                                                       | | |
| 2007年2月13日（二） | 王明台導演、吳尊（上）                                                                             | （小鬼客串）                                                                                       | |
| 2007年2月14日（三） | 王明台導演、吳尊（下）                                                                             | | |
| 2007年2月15日（四） | 王明台導演、張芯瑜（上）                                                                           | （無）                                                                                             | |
| 2007年2月16日（五） | 王明台導演、張芯瑜（下）                                                                           | | |
| 2007年2月19日（一） | KUSO KUSO 迎金豬（頒獎典禮）（加長）                                                               | KUSO KUSO 迎金豬（頒獎典禮）（加長）                                                               | KUSO KUSO 迎金豬（頒獎典禮）（加長）                                                               |
| 2007年2月20日（二） | | | |
| 2007年2月21日（三） | | | |
| 2007年2月22日（四） | 短劇重播（張大帥等電話、酷獸硬梆幫（小鬼客串））                                                   | 短劇重播（張大帥等電話、酷獸硬梆幫（小鬼客串））                                                   | 短劇重播（張大帥等電話、酷獸硬梆幫（小鬼客串））                                                   |
| 2007年2月23日（五） | 短劇重播（頹哥打工記（01月17日首播）（小鬼客串）、頹哥打工記（小鐘客串）、頹哥打工記（小鬼客串）） | 短劇重播（頹哥打工記（01月17日首播）（小鬼客串）、頹哥打工記（小鐘客串）、頹哥打工記（小鬼客串）） | 短劇重播（頹哥打工記（01月17日首播）（小鬼客串）、頹哥打工記（小鐘客串）、頹哥打工記（小鬼客串）） |
| 2007年2月26日（一） | 王明台導演、吳尊（上）                                                                             | （無）                                                                                             | |
| 2007年2月27日（二） | 王明台導演、吳尊（下）                                                                             | | |
| 2007年2月28日（三） | 唐禹哲                                                                                             | | |
| 2007年3月1日（四）  | 王明台導演、汪東城                                                                                 | 張冬妹過冬（炎亞綸客串）                                                                           | |
| 2007年3月2日（五）  | 王明台導演、汪東城                                                                                 | | |
| 2007年3月5日（一）  | | | |
| 2007年3月6日（二）  | 炎亞綸（上）                                                                                       | | |
| 2007年3月7日（三）  | 炎亞綸（下）                                                                                       | | |
| 2007年3月8日（四）  | 王明台導演、汪東城（上）                                                                           | 張冬妹過冬（五熊、辰亦儒客串）                                                                     | |
| 2007年3月9日（五）  | 王明台導演、汪東城（下）                                                                           | | |
| 2007年3月12日（一） | 王明台導演、辰亦儒（上）                                                                           | 頹哥推啤酒篇                                                                                       | |
| 2007年3月13日（二） | 王明台導演、辰亦儒（下）                                                                           | 頹哥打工記-AB餐廳（五熊、炎亞綸客串）                                                              | |
| 2007年3月14日（三） | 王明台導演、吳尊（上）                                                                             | 頹哥偷東西篇（小鬼客串）                                                                           | 薇薇兒旁聽                                                                                         |
| 2007年3月15日（四） | 王明台導演、吳尊（下）                                                                             | | 薇薇兒旁聽                                                                                         |
| 2007年3月16日（五） | 熱情仲夏劇組                                                                                       | | |
| 2007年3月19日（一） | 王明台導演、汪東城（上）                                                                           | （無）                                                                                             | |
| 2007年3月20日（二） | 王明台導演、汪東城（下）                                                                           | 頹哥打工-賣西瓜篇（小鬼客串）                                                                      | |
| 2007年3月21日（三） | 王明台導演、辰亦儒、炎亞綸（上）                                                                   | 頹哥打工-換零錢篇（BEN客串）                                                                       | |
| 2007年3月22日（四） | 王明台導演、辰亦儒、炎亞綸（下）                                                                   | 頹哥只顧聊天（BEN客串）                                                                            | |
| 2007年3月23日（五） | 楊士萱（上）                                                                                       | 張秋妹賣東西篇（五熊客串）                                                                         | |
| 2007年3月26日（一） | 楊士萱（下）                                                                                       | 頹哥賣東西（辰亦儒客串）                                                                           | |
| 2007年3月27日（二） | 王明台導演、辰亦儒、炎亞綸（上）                                                                   | | |
| 2007年3月28日（三） | 王明台導演、辰亦儒、炎亞綸（下）                                                                   | （無）                                                                                             | |
| 2007年3月29日（四） | 王明台導演、汪東城（上）                                                                           | | 加恩兒旁聽                                                                                         |
| 2007年3月30日（五） | 王明台導演、汪東城（下）                                                                           | 頹哥打工記：私家偵探篇（炎亞綸客串）                                                               | 加恩兒旁聽                                                                                         |
| 2007年4月2日（一）  | | | |
| 2007年4月3日（二）  | | | |
| 2007年4月4日（三）  | 王明台導演、吳尊、辰亦儒                                                                           | 張春妹-亂倒垃圾篇（BEN客串）                                                                       | |
| 2007年4月5日（四）  | | | |
| 2007年4月6日（五）  | | | |
| 2007年4月9日（一）  | 王明台導演、吳尊、辰亦儒                                                                           | 頹哥打工記-挖寶篇（JUNIOR客串）                                                                    | |
| 2007年4月10日（二） | | | |
| 2007年4月11日（三） | | | |
| 2007年4月12日（四） | | | |
| 2007年4月13日（五） | | | |
| 2007年4月16日（一） | | | |
| 2007年4月17日（二） | | | |
| 2007年4月18日（三） | | | |
| 2007年4月19日（四） | | | |
| 2007年4月20日（五） | | | |
| 2007年4月23日（一） | | | |
| 2007年4月24日（二） | | | |
| 2007年4月25日（三） | 蜜雪、劉亮佐（上）                                                                                 | | |
| 2007年4月26日（四） | 蜜雪、劉亮佐（下）                                                                                 | | |
| 2007年4月27日（五） | 浩角翔起                                                                                           | | |
| 2007年4月30日（一） | 水蜜桃姐姐、雅佩老師                                                                               | | |
| 2007年5月1日（二）  | 水蜜桃姐姐、草莓姊姊、柳丁哥哥                                                                     | | |
| 2007年5月2日（三）  | 高山峰、莎莎                                                                                       | | |
| 2007年5月3日（四）  | 僅雯、林逸宏                                                                                       | | |
| 2007年5月4日（五）  | 安鈞璨、葦茹                                                                                       | | |
| 2007年5月7日（一）  | BEN、金剛                                                                                          | | |
| 2007年5月8日（二）  | 安鈞璨、米兒絲                                                                                     | | |
| 2007年5月9日（三）  | 郭定文、鍾欣怡                                                                                     | | |
| 2007年5月10日（四） | 唐治平、蜜雪                                                                                       | | |
| 2007年5月11日（五） | Fire                                                                                               | | |
| 2007年5月14日（一） | 蔣偉文、翊萱                                                                                       | | |
| 2007年5月15日（二） | 馬國賢、宋新妮                                                                                     | | |
| 2007年5月16日（三） | 張毓晨、巨炮                                                                                       | | |
| 2007年5月17日（四） | 小龜、五熊                                                                                         | | |
| 2007年5月18日（五） | 2moro                                                                                              | | |
| 2007年5月21日（一） | Junior、蜜雪                                                                                       | | |
| 2007年5月22日（二） | 郭世倫、馮媛甄                                                                                     | | |
| 2007年5月23日（三） | 陳漢典、黃小柔                                                                                     | | |
| 2007年5月24日（四） | ING                                                                                                | | |
| 2007年5月25日（五） | | | |
| 2007年5月28日（一） | 浩角翔起、蔡詩蕓                                                                                   | | |
| 2007年5月29日（二） | | | |
| 2007年5月30日（三） | 劉宏、楊巧寧                                                                                       | | |
| 2007年5月31日（四） | 高山峰、韋汝                                                                                       | | |
| 2007年6月1日（五）  | | | |
| 2007年6月4日（一）  | 林葉亭                                                                                             | 頹哥打工記-按摩師（金剛客串）                                                                      | |
| 2007年6月5日（二）  | 張洛君、林子萱                                                                                     | | |
| 2007年6月6日（三）  | 硬梆梆收保護費-外景                                                                                | 硬梆梆收保護費-外景                                                                                | 硬梆梆收保護費-外景                                                                                |
| 2007年6月7日（四）  | 孫國豪、李芳瑜                                                                                     | | |
| 2007年6月8日（五）  | 酷酷獸二代決賽（上集）                                                                             | 酷酷獸二代決賽（上集）                                                                             | 酷酷獸二代決賽（上集）                                                                             |
| 2007年6月11日（一） | | | |
| 2007年6月12日（二） | | | |
| 2007年6月13日（三） | | | |
| 2007年6月14日（四） | | | |
| 2007年6月15日（五） | | | |
| 2007年6月18日（一） | | | |
| 2007年6月19日（二） | | | |
| 2007年6月20日（三） | | | |
| 2007年6月21日（四） | | | |
| 2007年6月22日（五） | | | |
| 2007年6月25日（一） | | | |
| 2007年6月26日（二） | | | |
| 2007年6月27日（三） | | | |
| 2007年6月28日（四） | | | |
| 2007年6月29日（五） | | | |

## 主題曲
終於說出口

演唱：張善為、酷酷獸

詞曲：鬼戰音叉（謝和弦）

沒有誰能阻擋我作夢

少女情懷需要SPECIAL

穿著我的舞鞋大步走 OH

跟著節奏小手拉小手

未來的路在我掌握之中

我要趕在今晚對你

說喔 說喔 說喔 說出口

あいしてる（A E CI DA LU）我終於說出口

あいしてる（A E CI DA LU）我終於說出口

## 外部連結
- KUSO KUSO 酷酷獸

| 八大綜合台 週一至週五22:00-23:00 | 八大綜合台 週一至週五22:00-23:00     | 八大綜合台 週一至週五22:00-23:00 |
| -------------------------------- | ------------------------------------ | -------------------------------- |
|                                  | KUSO KUSO 酷酷獸 （2007年1月15日－） |                                  |
| —                                | —                                    |                                  |